# Down (The Jesus Lizard)
Down è il quarto album discografico in studio del gruppo noise rock statunitense The Jesus Lizard, pubblicato nel 1994 dall'etichetta Touch and Go Records.. Si tratta dell'ultimo disco della band prodotto da Steve Albini.
La traccia Horse veniva indicata con il titolo alternativo Pony Beat durante i concerti del periodo del gruppo. David Wm. Sims suona l'organo nella versione inclusa nell'album.
Il dipinto in copertina si intitola Falling Dog ed è opera dell'artista Malcolm Bucknall, che si era già occupato in precedenza delle copertine del singolo Puss/Oh, the Guilt (diviso a metà con i Nirvana) e del disco Liar.

## Tracce
- Tutti i brani sono opera dei The Jesus Lizard, eccetto dove indicato.

1. Fly on the Wall - 3:06
2. Mistletoe - 1:53
3. Countless Backs of Sad Losers - 3:00
4. Queen for a Day - 2:26
5. The Associate - 5:00
6. Destroy Before Reading (Whitney O'Keeffe) - 3:13
7. Low Rider - 3:36
8. 50 Cents - 2:49
9. American BB - 2:49
10. Horse - 3:10
11. Din - 3:19
12. Elegy - 3:48
13. The Best Parts (Mark Todd) - 2:55

### Bonus Tracks Deluxe Remastered Edition
1. [silenzio] - 0:09
2. White Hole - 3:21
3. Glamorous - 3:06
4. Deaf as a Bat - 1:39
5. Panic in Cicero - 3:28

## Formazione
- David Yow – voce
- Duane Denison – chitarra elettrica
- David Wm. Sims – basso, organo in Horse
- Mac McNeilly – batteria

## Classifica
| Classifica            | Posizione |       |
| --------------------- | --------- | ----- |
| Official Albums Chart | 64        | [ 2 ] |